# 纳塔略·佩里内蒂
纳塔略·佩里内蒂（義大利語：Natalio Perinetti，1900年12月28日—1985年5月24日），阿根廷男子足球运动员。他曾代表阿根廷参加1928年夏季奥林匹克运动会足球比赛，获得一枚银牌。他也曾参加1930年国际足联世界杯。